# Дулгалах
Дулгала̀х (на якутски: Дулҕалаах) е река в Азиатската част на Русия, Източен Сибир, Република Якутия (Саха), лява съставяща на река Яна от басейна на море Лаптеви. Дължината ѝ е 507 km, която ѝ отрежда 195-о място по дължина сред реките на Русия.
Река Дулгалах води началото си от северните склонове на Верхоянските планини, на 1820 m н.в., в централната част на Република Якутия (Саха). В горното си течение (първите 80 km) до устието на река Хабах (при 422 km) Дулгалах е бурна планинска река с наклон над 10‰ и скорост на течението над 2 m/s. След устието на Хабах долината ѝ се разширява до 5 km, наклонът намалява до 1,3-2,4‰, а руслото се дели на многочислени ръкави. В долното течение (последните 100 km) Дулгалех е вече типична равнинна река, с множество меандри, ширина на руслото от 200 до 600 m, а наклонът на течението не превишава 0,1‰. На 10 km югозападно от град Верхоянск, на 120 m н.в. Дулгалах се съединява с идващата отдясно река Сартанг и двете заедно дават началото на голямата река Яна.
Водосборният басейн на Дулгалах има площ от 27,3 хил. km2, което представлява 11,47% от водосборния басейн на река Яна и се простира в централната част на Република Якутия (Саха). В басейнът на реката има над 1100 езера с обща площ от 60 km2.
Водосборният басейн на Дулгалах граничи със следните водосборни басейни:
- на изток – водосборния басейн на река Сартанг, дясна съставяща на Яна;
- на юг – водосборния басейн на река Лена, вливаща се в море Лаптеви;
- на запад и северозапад – водосборния басейн на река Битантай, ляв приток на Яна;

Река Дулгалах получава 12 притока с дължина над 50 km, като 3 от тях са с дължина над 100 km:
382 ← Орто-Сала 119 / 2690
302 → Ечий 136 / 5670
156 → Кира 121 / 2010
Подхранването на реката е снежно-дъждовно, като преобладава снежното. Характерно е пролетно-лятно пълноводие и лятно-есенни прииждания в резултата на поройни дъждове. Среден годишен отток при село Сюрен-Кюел (на 477 km от устието) 3,8 m3/s = на 0,12 km3, при село Томтор (на 128 km от устието) 101 m3/s = на 3,188 km3. Продължителността с постоянен воден отток не превишава 122 денонощия годишно. Средната дата на замръзването на реката е 9-10 октомври, като продължителността на периода с ледена покривка се изменя от 217 (при село Сюрен-Кюел) до 231 денонощия (при село Томтор). Дебелината не ледената покривка се колебае от 195 до 260 см. През зимните месеци замръзва до дъното и през месеците февруари, март и април няма воден отток.
Средномесечен многогодишен (от 1956 до 1999 г.) отток на река Дулгалах при с. Томтор (на 128 km от устието):
По течението на Дулгалах са разположени 7 села, по-големи от които са:Алисардах, Суордах, Томтор и Мачах.
При високи води Дулгалах е плавателна за плиткогазещи съдове до село Томтор. Използва се за превозване със салове на дървен материал.
През лятото на 1927 г. Якутската хидрографска експедиция ръководена от Павел Хмизников извършва първото точно картиране на цялото течение на Дулгалах и на нейните притоци.